# Haus Wessex

Der goldene Wyvern war das Wappentier des Hauses Wessex

Das Haus Wessex, auch House of Cerdic, ist die Dynastie der angelsächsischen Könige von Wessex und später von ganz England vom 6. bis zum 11. Jahrhundert. Die bedeutendsten unter ihnen sind Egbert von Wessex (802–839) und Alfred der Große (871–899).

## Stammliste

### Die Könige von Wessex
1. Cerdic, König von Wessex 519, † 534
  1. Cynric (möglicherweise auch ein Enkel), König von Wessex, † 560
    1. Ceawlin, König von Wessex, † 593
      1. Cuthwin
        1. Cynebald
          1. Aethelbald
            1. Oswald, † 730

        2. Cadda
          1. Cenberht, † 661
            1. Caedwalla, † 20. April 689 in Rom, König von Wessex, dankt 688 ab
            2. Mul, † 687

        3. Cutha
          1. Ceolwald
            1. Cenred, Unterkönig in Dorset, fl. um 670/676–705/717
              1. Ine, † in Rom, König von Wessex, dankt 726 ab; ⚭ Æthelburg, Schwester von Æthelheard (726 König von Wessex, † 740)
              2. Ingild, † 718
                1. Eoppa, † 718
                  1. Eafa
                    1. Ealhmund, König in Kent 784
                      1. Egbert der Große, 802 König von Wessex, 827 König von England; ⚭ Redburga – Nachkommen siehe unten

              3. Cwenburg
              4. Cuthburg (fl. um 700–718);[1] ⚭ Aldfrith, König von Northumbria, † 14. Dezember 705

    2. Cutha
      1. Ceol, König von Wessex, † wohl 597
        1. Cynegils, König von Wessex, † 643
          1. Cwichelm
            1. Cuthred, † 661

          2. Cenwalh, König von Wessex, † 672; ⚭ I NN, Schwester von König Penda von Mercia, verstoßen 645; ⚭ II Seaxburg, 672 Königin von Wessex, † wohl 674
          3. Centwine, 676 König von Wessex, † 685; ⚭ NN Schwägerin von König Ecgfrith von Northumbria
            1. Bugge (Tochter)
            2.  ? Cynreow
            3.  ? Aldhelm von Sherborne

          4. Cyneburg; ⚭ um 635 Oswald, König von Northumbria

      2. Ceolwulf, König von Wessex, † 611
        1. Cuthgils
          1. Cenfrith
            1. Cenfus, 674 König von Wessex
              1. Æscwine, König von Wessex, † 676

### Die Könige von England
1. Egbert der Große, 802 König von Wessex, 827 König von England; ⚭ Redburga – Vorfahren siehe oben
  1. Æthelwulf, † 13. Januar 858, 839/55 König von England; ⚭ I Osburga, † oder verstoßen um 855, Tochter von Oslac, Großkellermeister von England; ⚭ II 1. Oktober 856, Judith, * wohl 844, † nach 870, Tochter von Karl dem Kahlen (Karolinger), sie heiratete in zweiter Ehe Æthelwulfs Sohn und Nachfolger Æthelbald, † 860, und in dritter Ehe 862 Balduin I., Graf von Flandern, † 879, (Haus Flandern)
    1. (I) Æthelstan, † 851, 839 Unterkönig von Kent, Essex und Sussex
    2. (I) Æthelbald, † 22. Dezember 860, 855 König von England; ⚭ 858 Judith, seine Stiefmutter, die er aber bald darauf verstieß (siehe oben)
    3. (I) Æthelberht, † 866, König von Kent, Sussex und Surrey, 860 König von England
    4. (I) Æthelred, X 23. April 871, 866 König von England ⚭ 868 Wulfthryth (Wulfrida)
      1. Æthelhelm
      2. Æthelwold, † 902 oder 903
      3. Thyra Danebod, * um 870, † um 935; ⚭ Gorm, † 958, erster König von Dänemark

    5. (I) Alfred der Große, * 849; † 26. Oktober 899, 871 König von England; ⚭ 869 Ealhswith, † 902, Tochter von Æthelred Mucil, Herr von Gainsborough, und Ædburga
      1. Eduard I., * 871/872, † 17. Juli 924, 899 König von England, gekrönt 8. Juni 900; ⚭ I Egwina; ⚭ II Elfleda von Bernicia, Tochter von Æthelhelm; ⚭ III Egifu von Meopham, † 25. August 968, Tochter von Sigehelm, Herr von Meopham, Cooling und Lenham
        1. (I) Æthelstan, † 27. Oktober 939, 925 König von England
        2. (I) Tochter, ⚭ 30. Januar 926 Sithric Caoch, König von York, † 927
        3. (II) Ælfweard, † 2. August 924
        4. (II) Ædgiva (Otgiva), † nach 951, bis 951 Äbtissin von Notre-Dame in Laon; ⚭ I 919 Karl III., 893 König der Westfranken, † 7. Oktober 929 (Karolinger); ⚭ II 951 Heribert der Alte, Graf von Meaux und Troyes, † 980/984 (Karolinger)
        5. (II) Æthelhild, geistlich in Wilton
        6. (II) Ædhilda, † vor 937; ⚭ Ende 926 Hugo der Große, 922 Graf von Paris, 936 Herzog von Franzien, † 16. Juni 956 (Robertiner)
        7. (II) Ædgyth (Edith), † 26. Januar 946/947); ⚭ Otto I. der Große, 936 Römisch-deutscher König, 962 Römisch-deutscher Kaiser, † 7. Mai 973 (Liudolfinger)
        8. (II) Ædfleda, geistlich in Wilton.
        9. (II) Adiva, ⚭ 929 Boleslav I. Herzog von Böhmen, † 15. Juli 972 (Przemysliden)
        10. (III) Edmund I., * wohl 921, † ermordet 26. Mai 946, 939 König von England); ⚭ I Elgifu, † 944; ⚭ II Ethelfeld von Damerham, † nach 975, Tochter von Alfgar, sie heiratete in zweiter Ehe Athelstan
          1. (I) Eadwig (Edwy), * wohl 941, † 1. Oktober 959, 955 König von England; ⚭ Elfgifu, † September 959, geschieden.
          2. (I) Edgar der Friedfertige, * 943/944, † 8. Juli 975, 959 König von England, 11. Mai 973 gekrönt; ⚭ I Ethelfleda, Tochter von Ordmaer; ⚭ II 965 Elfrieda, † 1000, Tochter von Ordgar von Devon, als Witwe geistlich in Wherwell
            1. (I) Eduard II., * wohl 962, † ermordet 18. März 979, 975 König von England
            2. (II) Edmund, † 971
            3. (II) Æthelred II., * wohl 968, † 23. April 1016, 979/1013 und 1014/1016 König von England; ⚭ I Elgiva, † 1002, Tochter von Thored von Northumbria; ⚭ II um 1002 Emma von der Normandie, * wohl 985, † 6. März 1052, Tochter von Richard I., Herzog der Normandie (Rolloniden); sie heiratete in zweiter Ehe im Juli 1017 Knut den Großen, 1016 König von England, 1017 König von Dänemark, 1030 König von Norwegen, † 12. November 1035
              1. (I) Æthelstan, † wohl 1012
              2. (I) Egbert, † wohl 1005
              3. (I) Edmund II. Eisenseite, † ermordet 30. November 1016, 1016 König von England; ⚭ 1015 Eldgyth, Witwe von Sigeferth
                1. Edmund
                2. Eduard Ætheling, † wohl 1057; ⚭ Agatha, Tochter König Stephans von Ungarn und Giselas von Bayern
                  1. Edgar Ætheling, † nach 1126
                  2. Margaret die Heilige, † 16. November 1093; ⚭ um 1069 Malcolm III., König von Schottland, † erschlagen 13. November 1093

              4. (I) Edred, † ermordet 1017
              5. (I) Edmy, † ermordet 1017
              6. (I) Edgar, † wohl 1008
              7. (I) Edgyth; ⚭ I 1009 Edric Streon, † ermordet 25. Dezember 1017; ⚭ II Earl Thorkell Havi
              8. (I) Elfgifu; ⚭ Uhtred, Earl of Northumbria, † 1016
              9. (I) Wulfhild; ⚭ Ulfcytel Snilling, X 1016
              10. (I) Edgiva; ⚭ Earl Æthelstan, X Mai 1010
              11. (I) Tochter, 1051 Äbtissin von Wherwell
              12. (II) Eduard III. der Bekenner, * wohl 1004, † 5. Januar 1066, 1042 König von England, 3. April 1043 gekrönt; ⚭ 23. Januar 1045 Edith von Wessex, † 18. Dezember 1075, Tochter von Godwin, Earl of Wessex (Godwinson), und Gytha Thorkelsdóttir
              13. (II) Alfred Ætheling, † ermordet 5. Februar 1037
              14. (II) Goda, † vor 1049; ⚭ I Dreux, Comte de Mantes et de Vexin, † 1035 (Erstes Haus Valois); ⚭ II um 1036 Eustach II., Graf von Boulogne, † 1093 (Haus Boulogne)

        11. (III) Eadred, * wohl 923, † 23. November 955, 946 König von England
        12. (III) Edburh, geistlich in Winchester
        13. (III) Edgifu; ⚭ Ludwig von Aquitanien

      2. Æthelweard, * um 880, † 16. Oktober 922
        1. Turketel, * wohl 907, † 975, Abt von Croyland
        2. Ælfwin, † ermordet 937
        3. Æthelwin, † ermordet 937

      3. Æthelflæd, † 12. Juni 918; ⚭ vor 890 Æthelred, Ealdorman von Mercia, † 912
      4. Ælftrudis, 7. Juni 929; ⚭ 884 Balduin II., Graf von Flandern, † 918 (Haus Flandern)
      5. Æthelgiva, Äbtissin von Shaftesbury

    6. (I) Æthelswith, † 888, begraben in Pavia; ⚭ 2. April 853 König Burgred von Mercia, † nach 874
    7. (I) Judith; ⚭ Eticho I., Graf im Ammergau und im Breisgau, † wohl 910 (Welfen)